# Duodenalstenose
Die Duodenalstenose ist eine seltene, meist angeborene Einengung (Stenose) des Lumens des Zwölffingerdarmes (Duodenum), sie kann aber auch als erworbene Erkrankung auftreten.

## Einteilung
Anatomisch kann bezogen auf die Papilla duodeni major unterschieden werden:
- Stenose oberhalb („hohe Obstruktion“)
- Stenose unterhalb („tiefe Obstruktion“)

Systematisch können unterschieden werden
- äußere Stenosen durch Kompression, z. B. durch Pancreas anulare, Volvulus, bei Malrotation (häufigste Ursache) durch Laddsche Bänder oder Briden, etwas häufigere Form, meist im unteren Duodenum oder in Höhe der Flexura duodenojejunalis. Selten atypische verlaufende Gefäße wie eine vor dem Duodenum gelegene Pfortader oder das Vena-mesenterica-superior-Syndrom, Darmduplikaturen oder Divertikel. Ein zu spitzwinkliger Abgang der Arteria mesenterica superior aus der Aorta kann durch Kreuzen der Pars duodeni inferior bei ihrem Übergang in das Jejunum zu einer schlaffen Einklemmung des Duodenums führen, was als arterio-mesenterialer Duodenalverschluss (oder Atonia gastroduodenalis acuta)[5] bezeichnet wird.
- innere Stenosen durch ein tubuläres enges Segment, eine ringförmige Enge oder eine bindegewebige ringförmige Veränderung der Darmwand mit langsam zunehmender Stenosewirkung oder eine Duodenalmembran mit unterschiedlich großer Öffnung (Ist das Duodenallumen nicht mehr durchgängig, spricht man von einer Duodenalatresie.)
- kombinierte Formen.

## Vorkommen
Die Häufigkeit angeborener Formen wird mit 1 zu 7000 angegeben, häufig finden sich zusätzliche Fehlbildungen, bei einem Drittel liegt eine Trisomie 21 vor.
Erworbene Formen können nach einem Trauma  (mit Gefässverletzungen), Entzündungen, Minderdurchblutungen, operativen Eingriffen als Komplikation usw. auftreten.

## Klinische Erscheinungen
Im Gegensatz zur Duodenalatresie sind die Symptome nicht immer offensichtlich, hängen vielmehr vom Ausmaß der Passagestörung ab.
Das Spektrum reicht vom intrauterinen Polyhydramnion mit bereits in den ersten Lebenstagen auftretendem massiven Erbrechen über symptomfreie Perioden mit guter Gewichtszunahme bis zu erst im Schul- oder gar Erwachsenenalter gestellter Diagnose.
Ist die Engstelle unterhalb der Papille, kann es zu galligem Erbrechen kommen.

## Diagnose
Die Diagnose kann bereits in der Abdomen-Sonografie vermutet und mithilfe einer Röntgenaufnahme („Double Bubble“, s. Duodenalatresie) bestätigt werden. Die genauen Passageverhältnisse ergeben sich bei einer Kontrastmittel-Untersuchung, bei größeren Kindern kann die Diagnose auch endoskopisch gestellt werden.

## Therapie
Die Behandlung besteht in der operativen, oder bei Vorliegen einer Membran auch endoskopischen Behebung der Ursache. Infrage kommen eine Duodeno-Duodenostomie, eine Duodeno-Jejunostomie oder eine Membranexzision.

## Heilungsaussicht
Die Prognose hängt ab vom Geburtsgewicht und der Schwere eventueller zusätzlicher Fehlbildungen.
Nach D. G. Young und A. W. Wilkinson können folgende Risikogruppen unterschieden werden:
- Gruppe A: Geburtsgewicht > 2500 g ohne schwere Fehlbildungen
- Gruppe B: Geburtsgewicht 2000–2500 g ohne oder Geburtsgewicht > 2500 g mit schweren Fehlbildungen
- Gruppe C: Geburtsgewicht < 2000 g oder Geburtsgewicht 2000–2500 g mit schweren Fehlbildungen

## Geschichte
Die Erstbeschreibung stammt aus dem Jahre 1733 durch J. Calder, zusammen mit einem Pancreas anulare aus dem Jahre 1818 durch den deutschen Anatomen Friedrich Tiedemann.
Die erste Operation erfolgte im Jahre 1905 durch E. Vidal. (zitiert nach)